# Ainesidemos
Ainesidemos, född i Knossos, levde ca 40 f.Kr. och var grekisk filosof. Han var verksam i Alexandria omkring tiden för vår tideräknings början. grundade den nyskeptiska skolan.
Han angav tio skäl, de tio pyrrhonska troperna, för att anta skepticismen:
1. Skillnader mellan levande varelser ger olika (och därmed relativa) uppfattningar om samma föremål.
2. Olikheter mellan människor medför detsamma som 1.
3. Våra sinnens olikheter.
4. Skillnaderna i våra uppfattningar som unga och gamla, sovande eller vakna, och så vidare.
5. Olika perspektiv, till exempel ser en stock som sticker ned i vattnet ut att vara knäckt.
6. Ett föremål blir aldrig förnimmet rent, utan alltid genom ett medium som gör det otydligt.
7. Vi kan förnimma olika på grund av skillnader i föremålets egenskaper.
8. Relativitet i allmänhet.
9. Skillnader i förnimmelser beroende på hur ofta vi haft föreliggande typen av förnimmande.
10. Olika livsstilar, moral, lagar, myter, filosofisystem, och så vidare.

Troperna avser att visa den låga grad av tillförlitlighet som människors uppfattningar har.